# Cotswolds

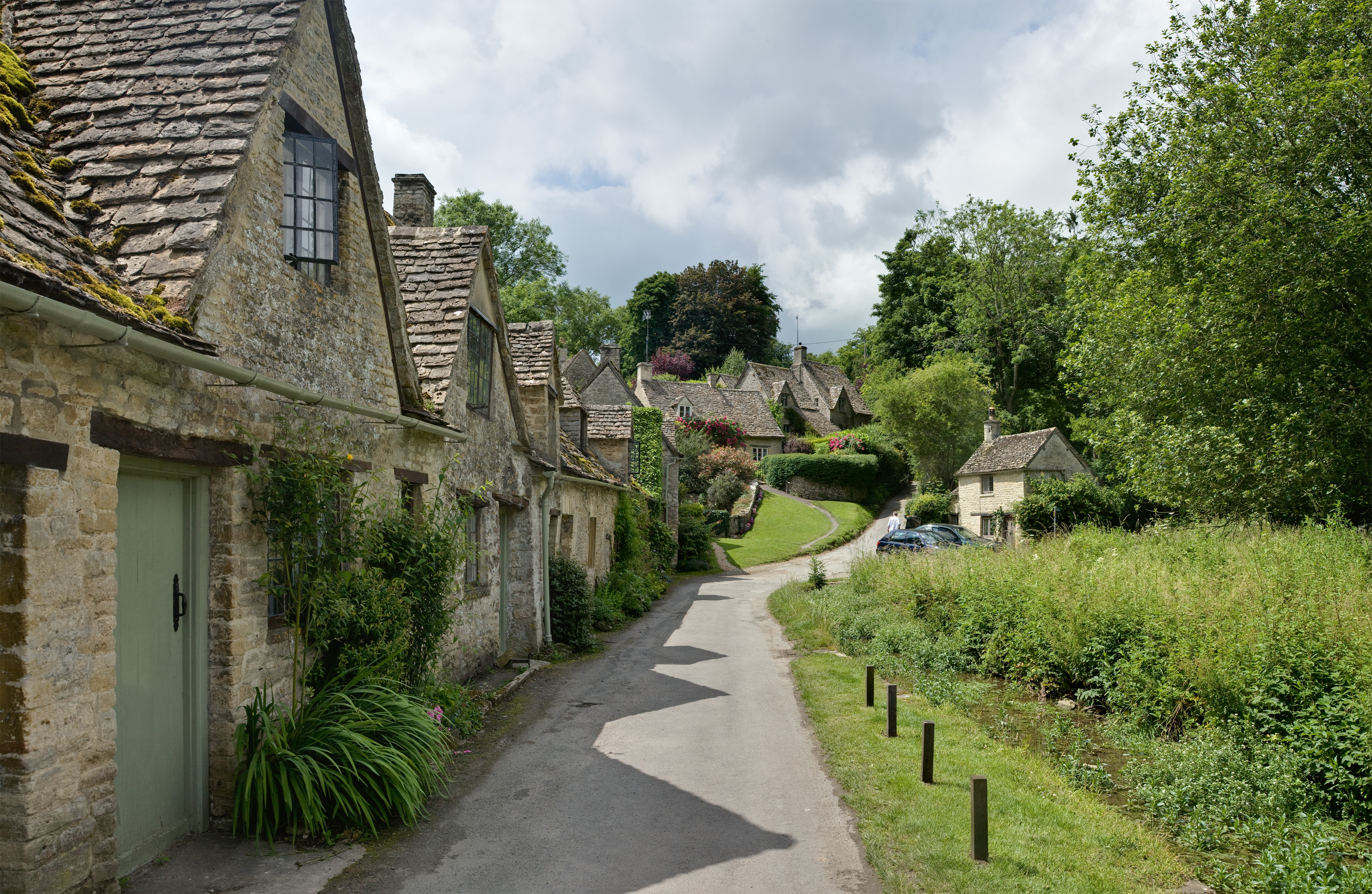
Bibury

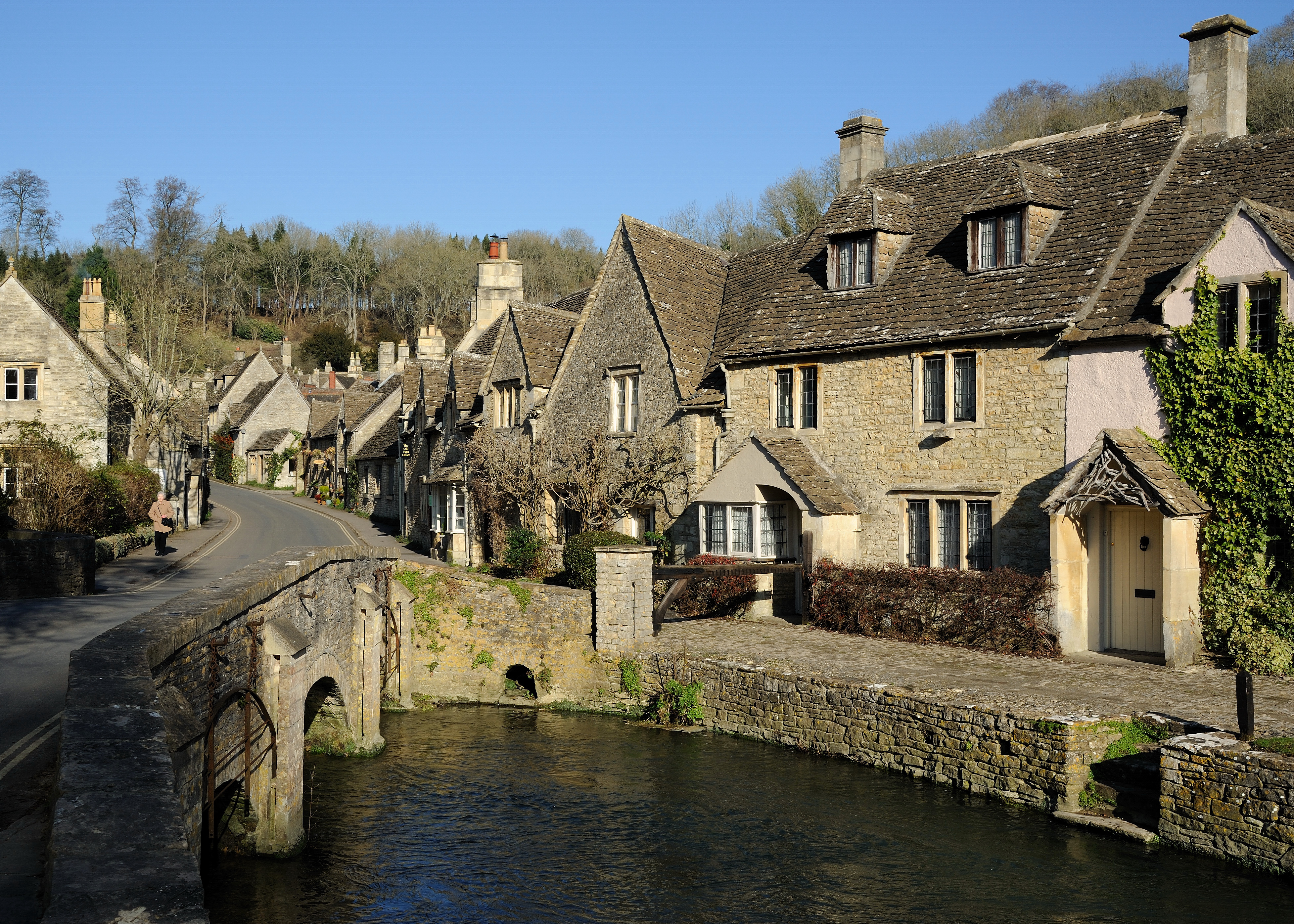
Castle Combe

ligging binnen Engeland

De Cotswolds is een streek in Centraal-Engeland met veel heuvels. Het gebied omspant de graafschappen Somerset, Warwickshire, Wiltshire, Oxfordshire en Worcestershire, maar het grootste deel ligt in Gloucestershire. De landschappelijke architectuur, een coulisselandschap, van veel dorpen en stadjes is typisch, vooral vanwege de kalksteen gebruikt voor muren en daken. Er wordt al eeuwenlang kalksteen uit de steengroeven gewonnen. In de Cotswolds is er vooral grasland met enkele bossen. De stad Oxford ligt er in het oosten, Bath in het westen.
Met 2038 km² zijn de Cotswolds het grootste National Landscape in het Verenigd Koninkrijk, gebieden die door Groot-Brittannië worden aangewezen als 'gebieden met uitzonderlijke natuurlijke schoonheid'.
De rivier de Theems ontspringt nabij het dorpje Kemble op vier kilometer afstand van Cirencester, dat centraal in het gebied ligt. Door de Cotswolds heen ligt de waterscheiding tussen de rivieren Theems en Severn. De Upper Avon stroomt door de Cotswolds en mondt in de Severn uit.

## Geschiedenis
De Romeinen legden door het gebied van zuid naar noord een verbindingsweg aan, de Fosse Way. Tot in de 20e eeuw was het deze route die als voornaamste verbinding diende tussen noord en zuid.
Stow-on-the-Wold is mogelijk de oudste plaats in de Cotswolds. Het ligt op een heuvel in Gloucestershire, waar op Cley Hill resten van een Iron age hillfort zijn gevonden, een nederzetting uit de IJzertijd. Ook op veel andere plaatsen zijn oude en waardevolle archeologische ontdekkingen gedaan.
In de Cotswolds werd wol geproduceerd en na verloop van tijd ook fijn laken; er was veel handel met middeleeuwse kooplieden uit Brugge en Ieper voor de Vlaamse wevers.  De export verliep via de haven van Bristol. Met de rijkdom uit de wolhandel werden grote wool churches (wolkerken) opgetrokken.
William Shakespeare werd in april 1564 in Stratford-upon-Avon, een stadje in de Cotswolds, geboren.
In 1705 werd in de streek als geschenk aan veldheer John Churchill met de bouw van Blenheim Palace begonnen. Daar werd in 1874 Winston Churchill geboren.
In Burford in Oxfordshire staat de oudste apotheek in Engeland, betrokken op 16 juli 1734.

## Populaire cultuur
De typische landschappen lenen zich ook tot filmlocaties. Zo werd bijna de complete tv-serie Father Brown in de Cotswolds opgenomen. 
Heel wat kapitaalkrachtige Londenaars en celebrities kopen of kochten woningen in de Cotswolds.
De National Trail Cotswold Way loopt door de Cotswolds.